# Cordieria rouaultii
Cordieria rouaultii é uma espécie de gastrópode do gênero Cordieria, pertencente a família Borsoniidae.